# Bellamy Storer
Bellamy Storer (28 août 1847, Cincinnati - 12 novembre 1922, Paris) est un diplomate et homme politique américain.

## Biographie
Il est membre de la Chambre des représentants des États-Unis de 1891 à 1899.
Il est Secrétaire d'État assistant des États-Unis en 1897.
Il est ambassadeur en Belgique de 1897 à 1899, en Espagne de 1899 à 1902, puis en Autriche-Hongrie de 1902 à 1906.
Il épouse Maria Longworth (en), veuve de George Ward Nichols (en) et sœur de Nicholas Longworth II (en) (le père de Nicholas Longworth)

## Sources
- (en) Cet article est partiellement ou en totalité issu de l’article de Wikipédia en anglais intitulé « Bellamy Storer (1847–1922) » (voir la liste des auteurs).
- Notices d'autorité :   - VIAF
  - ISNI
  - LCCN
  - Israël
  - Vatican
  - WorldCat
- Ressource relative à la vie publique :   - Biographical Directory of the United States Congress